# أحمد أمين مصطفي
الدكتور أحمد أمين مصطفى هو كاتب مصري.

## كتب
| الاسم                                                                               | دار النشر                                                            | تاريخ النشر  | عدد الصفحات | ردمك ISBN         | المصدر |
| ----------------------------------------------------------------------------------- | -------------------------------------------------------------------- | ------------ | ----------- | ----------------- | ------ |
| تخريج أبيات لطائف الإشارات للإمام القشيري ودراسة المنهج القشيري في الإستشهاد الأدبي | مطبعة السعادة                                                        | 1986         | 135         |                   | [ 2 ]  |
| فن المقامة بين البديع والحريري والسيوطي                                             | المكتبة الأزهرية للتراث                                              | 1 يناير 1987 | 320         | (ردمك 9770017787) | [ 5 ]  |
| أدب الوصايا في العصر العباسي إلى نهاية القرن الرابع                                 | مكتبة الأنجلو المصرية                                                | 1990         | 252         |                   | [ 6 ]  |
| الرسائل في مصر الإسلامية إلى نهاية الدولة الإخشيدية                                 |                                                                      | 1990         | 351         |                   | [ 7 ]  |
| المأمون أديبا                                                                       | مطبعة السعادة                                                        | 1990         | 302         |                   | [ 8 ]  |
| الحياة في القرن الثامن الهجرى كما تصورها رحلة ابن بطوطة                             |                                                                      | 1992         | 288         | (ردمك 9770036186) | [ 9 ]  |
| المناظرات في الأدب العربي إلى نهاية القرن الرابع                                    | المكتبة الأزهرية للتراث                                              | 1 يناير 1995 | 244         |                   | [ 10 ] |
| فنون النثر في العصر العباسى                                                         | المكتبة الأزهرية للتراث                                              | 1 يناير 1996 | 104         |                   | [ 11 ] |
| الحريري صاحب المقامات                                                               | الدار المصرية اللبنانية السلسلة: مشاهير الكتاب العرب للناشئة وللشباب | 1 يناير 1998 | 88          | (ردمك 9772704153) | [ 12 ] |